# Caesalpinia kauaiensis
Caesalpinia kauaiensis là một loài thực vật có hoa trong họ Đậu. Loài này được H.Mann miêu tả khoa học đầu tiên.